# Anta da Foz do Rio Frio

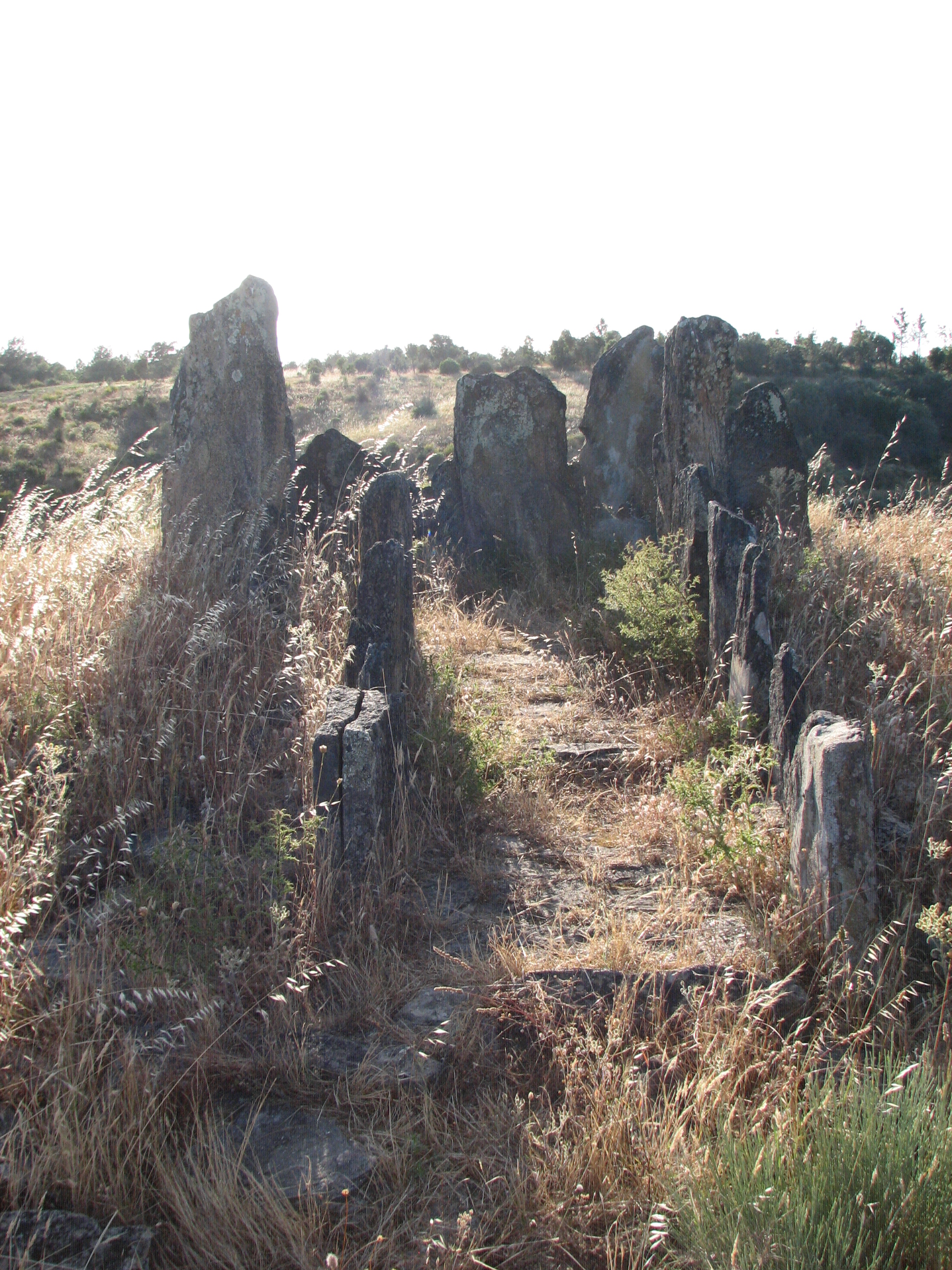
Anta da Foz do Rio Frio

Die Anta da Foz do Rio Frio liegt auf einem Hügel mit Blick auf die Einmündung des Rio Frio in den Tejo, westlich von Ortiga, im Kreis Mação im Distrikt Santarém in Portugal. Anta ist die portugiesische Bezeichnung für etwa 5000 Megalithanlagen oder Dolmen, die während des Neolithikums im Westen der Iberischen Halbinsel von den Nachfolgern der Cardial- oder Impressokultur errichtet wurden.
Die Anta mit ihrem zum Fluss orientierten Gang zeigt einen relativ guten Erhaltungszustand der vertikalen Strukturen und des Bodenbelags, während die Deckenplatten von Kammer und Gang verschwunden sind.
Die Anta wurde 1977 unter der No. 70904 vom Instituto de Gestão do Património Arquitetónico e Arqueológico (IGESPAR) als Denkmal von Interesse eingestuft.